# 福新楼
福新楼（ふくしんろう）は、福岡県福岡市中央区今泉に店舗を置く中華料理店を経営する企業（株式会社）である。福岡最初の本格中国料理で博多皿うどん発祥の店として知られる。昭和初期に、長崎出身の華僑である張加枝が創業した。

## 社名の由来
福新楼の「福」は福建省の「福」と福岡の「福岡」に由来し、両方の文化融合で新しい文化を創造する想いを込めて「新」と合わせて、福新楼となる。

## ロゴ
海馬（シー・ホース）がモチーフ。初代が午年生まれで、この干支にちなんだもの。海馬（シー・ホース）はタツノオトシゴを意味する。

## 過去の店舗
- 中国厨房新界（1989-2011年）
- 中国茶専門店　チャイナカフェ（1992-2014年）
- 湯麺＆お粥専門店　ヂャンズ（2004-2014年）